# Alexander Petrowitsch Kasanzew
Alexander Petrowitsch Kasanzew (russisch Александр Петрович Казанцев, auch häufig als Aleksandr Kazancev transkribiert; * 20. Augustjul. / 2. September 1906greg. in Akmolinsk (heute Astana); † 13. September 2002 in Peredelkino) war ein sowjetischer Science-Fiction-Schriftsteller und Schachkomponist.

## Leben
Nach einer technischen Ausbildung arbeitete Kasanzew zunächst als Stenograf.
Kasanzew studierte am Technologischen Institut Tomsk, wo er 1930 als mechanischer Ingenieur promovierte. Als leitender Ingenieur arbeitete er anschließend im Metallurgiewerk Belorezk, ging danach in die Forschung und arbeitete im Russischen Forschungsinstitut für Elektromechanik in Moskau.
1939 führte Kasanzew die sowjetische Delegation in den Vereinigten Staaten, die den sowjetischen Pavillon für die Weltausstellung, das 1939 New York World’s Fair, aufbaute. Kurz vor Ausbruch des Zweiten Weltkriegs kehrte er in die Sowjetunion zurück. Im Großen Vaterländischen Krieg diente Kasanzew als Soldat, wo er leitender Ingenieur in einem Verteidigungskomplex wurde.
Eine seiner früheren Ideen, eine interkontinentale elektrische Waffe, wurde von Andronik Gewondowitsch Iosifian aufgegriffen, der mit Kasanzew kleine elektrisch ferngesteuerte Panzer baute, die gegen deutsche Panzer eingesetzt werden sollten.
Als Oberst verließ Kasanzew 1945 die Armee, um Schriftsteller zu werden. Dazu siedelte er sich in Peredelkino an.
Sein Grab befindet sich auf dem Moskauer Wwedenskoje-Friedhof.

## Schriftsteller
Als Science-Fiction-Autor debütierte Kasanzew 1936 mit einem gemeinsam mit Iosif S. Schapiro, dem Direktor des Leningrader Hauses für Wissenschaftler, gewonnenen Wettbewerb für Filmszenarien mit dem Filmskript für Arenida, der jedoch niemals tatsächlich gedreht wurde. Das Skript wurde zu einem Roman umgearbeitet und unter dem Namen Пылающий остров (Burning Island) als erster Roman Kasanzews in der Pionerskaja prawda 1939–1940 veröffentlicht.
Bekannt wurde Kasanzew jedoch durch seine Kurzgeschichte aus dem Jahr 1946, in der ein außerirdisches Flugobjekt mit Nuklearantrieb die Ursache der Tunguska-Explosion ist. Kasanzew hatte Ende 1945 Hiroshima besucht, das zuvor durch einen Atombombenabwurf getroffen wurde, und wurde so durch von ihm wahrgenommenen Gemeinsamkeiten der Orte zu der Geschichte inspiriert, die oftmals als Theorie aufgegriffen wurde. Bislang wurden jedoch keinerlei Beweise für einen UFO-Absturz gefunden.
Nach einer seiner Erzählungen schrieb Kasanzew zusammen mit Pawel Kluschanzew das Drehbuch zu dem 1962 erschienenen Science-Fiction-Film Планета бурь (Planeta Bur), in der deutschen Fassung Planet der Stürme, der eine Expedition zur Venus und die Existenz von Venusmenschen zum Thema hat.
Kasanzew propagierte Vegetarismus als die Ernährungsweise der Zukunft. Diese Auffassung floss in sein literarisches Schaffen ein. Im 1978 erschienenen zweiten Band seiner Trilogie Die Faeten etwa wird ein Marsbewohner, der vor vielen Tausend Jahren gelebt hat, auf der Erde empfangen; man bringt ihm zu essen, dann heißt es: „Er schaute ängstlich auf die Gerichte. Dal’ übersetzte seine Worte: ‚Ich flehe Sie an zu verstehen, dass die Marsbewohner keine Leichen essen.‘ Tanja wurde verlegen: ‚Wie denn, wie denn! Das sind synthetische Produkte. Auf der Erde hat man ebenso wie bei Euch auf dem Mars gelernt, künstliches nährendes Eiweiß herzustellen.‘ – ‚Ich wusste, dass es so sein wird‘, lächelte der Gast und schob vorsichtig ein kleines Stückchen in den Mund.“
Bis zum Jahr 2000 folgten zahlreiche weitere literarische Publikationen.

## Schachkomposition
Seit 1926 publizierte Kasanzew mehr als 70 Schachstudien, sowie eine Reihe von Zwei- und Dreizügern. Von 1951 bis 1965 war er Vorsitzender der Kommission für Schachkomposition der Schachföderation der UdSSR, von 1956 bis 1965 Vizepräsident der Ständigen Kommission für Schachkomposition bei der FIDE. Im Jahr 1956 wurde er Internationaler Preisrichter für Schachkomposition. Schließlich wurde ihm 1975 der Titel Internationaler Meister für Schachkompositionen verliehen.
Kasanzews Credo war, dass die Studienkomposition eine Kunst ist, die nicht nur die Gedanken des Schachkampfes abbildet, sondern auch objektive Gesetze des künstlerischen Schöpfertums.
|   | a | b | c | d | e | f | g | h |   |
| 8 |   |   |   |   |   |   |   |   | 8 |
| 7 |   |   |   |   |   |   |   |   | 7 |
| 6 |   |   |   |   |   |   |   |   | 6 |
| 5 |   |   |   |   |   |   |   |   | 5 |
| 4 |   |   |   |   |   |   |   |   | 4 |
| 3 |   |   |   |   |   |   |   |   | 3 |
| 2 |   |   |   |   |   |   |   |   | 2 |
| 1 |   |   |   |   |   |   |   |   | 1 |
|   | a | b | c | d | e | f | g | h |   |

Lösung:

1. d5–d6! Sa3–b5 Nach 1. … Sc4 2. dxe7 Ke5 3. e8S Lh8 4. h7! a3 5. Kg8 Kxe6 6. Kxh8 Kf7 7. Sd6+! Kf8 8. Sxc4 a2 9. Se5! a1T 10. Sd7+ Kf7 11. Se5+ Kf6 12. Sd7+ gibt es Dauerschach.

2. d6xe7 Kd4–e5 2. d7? Sd6+ 3. Kg8 Sb7 taugt nichts.

3. e7–e8S! Lf6–h8
 3. e8D? Sd6+ verliert.

4. Kf7–g8 Ke5xe6

5. Kg8xh8 Ke6–f7

6. h6–h7! a4–a3

7. Sb5–d6+ Kf7–f8!

8. Sd6xb5 a3–a2

9. Sb5–d4! a2–a1T! 9. Sc3? verliert nach der Unterverwandlung a1T! 10. Sb5 Kf7 11. Sc7 rasch und 9. … a1D? ist patt.

10. Sd4–e6+ Kf8–f7

11. Se6–d8+! Kf7–g6

12. Kh8–g8 Ta1–a8

13. h7–h8S+! Kg6–f6

14. Sh8–f7 remis